# Hammarby IF Boxning
Hammarby IF Boxning är den svenska idrottsföreningen Hammarby IF:s boxningssektion, boxningen är en ideell idrottsförening.
Boxningssektionen är en av de äldsta i Sverige och bildades 1919, Hammarby Boxning var även med och bildade Svenska Boxningsförbundet 12 april 1919 tillsammans med nio andra klubbar. Boxningen har varit aktiv som förening under två separata perioder var den första var 1919 - 1930 och sedan 1969 - pågående. Hammarby Boxning har ett gäng med Svenska Mästare genom historien, från diplom till senior.
Sedan 2016 arrangerar Hammarby IF Boxning en årlig gala i Eriksdalshallen kallad "Bajen Rough House" då klubben bjuder in såväl nationellt som internationellt motstånd, under den första galan möttes Hammarby och Panathiakios (PAO Boxing Club) från Grekland.
Hammarby boxnings huvudlokal ligger i en källare på Kocksgatan 24 på Södermalm. Hammarby har haft verksamhet i lokalen sedan 1969, detta är den äldsta lokalen för boxning som fortfarande är i bruk, lokalen kallas ofta i folkmun för "dubbeltolvan".
Under 2021 öppnade klubben upp ytterligare en lokal i Skarpnäck. I denna lokal genomförs vanlig träning för motionärer och barn/ungdom, här hålls även emellanåt tävlingarna inom diplomboxning.
Klubbens motto är: "Vi skapar mästare i och utanför ringen"